# Irsai Farkas László
Irsai Farkas László (születési név: Farkas László Róbert; Szeged, 1979. december 30. –) színművész, egyetemi oktató, egyház-, színház- és művelődéstörténész, kulturális, marketing- és művészetigazgatási menedzser, kulturális szakértő, múzeumigazgató, doktorandusz PhD-hallgató.

## Élete
Színművészeti, egyetemi oktatói, egyház-, színház- és művelődéstörténészi, kulturális marketing és művészet igazgatói, kulturális szakértői tevékenységét tekintve 1992 óta folytat munkát a hazai kulturális életben. Gyermekkorában a képernyő, a média és a versmondás, valamint a színpadi szereplés vetélkedett a jövőről alkotott elképzeléseiben. A diákszínjátszás mellett 1992 és 1996 között a Peták Szabolcs vezette Szegedi Ifjúsági Televízió (ITV) műsorvezetője, szerkesztő-riportere volt.
Középiskolai tanulmányai után a nagy tekintélyű Kossuth- és Jászai Mari-díjas, érdemes és kiváló művész Sík Ferenc rendező által alapított Békés Megyei Jókai Színház színiiskolájában kezdte színművészeti tanulmányait, és színészi pályafutását. Békéscsabai, nyíregyházi, valamint budapesti teátrumokban, társulatokban játszott végzettségét megszerezve, illetve film és szinkronszerepeket vállalt, amely művészeti tevékenységet máig folytat. Az elméleti stúdiumok után, mindezek mellett gazdasági területeken is szerzett menedzsment tapasztalatokat. Mind a nonprofit, mind a versenyszférában dolgozott.
Komoly teljesítményként értékelhető, hogy 2011-ben a Telekom TOP1 értékesítési vezető címét vehette át, a vezetése alá tartozó déli régió éves forgalomemelkedése által. A multinacionális kultúra mellett kis- és középvállalkozások marketing vezetését is ellátta. Izgalmas kihívásnak tartotta, amikor a művészetközvetítés, a humán értékek és a profitorientált gondolkodásmód elegyét kellett egyszerre alkalmazni, míg négy éven keresztül az Ópusztaszeri Nemzeti Történeti Emlékpark marketing munkatársa volt.
Jelenleg a Szegedi Pinceszínház társulatának tagja, és a Hármas Határ Színházi Társulás alelnökeként organizál színházi projekteket. A színpad mellett a Jászai-díjas Pataki András színházrendező drámainstruktor-színházrendező osztályának a hallgatója a Színház-és Filmművészeti Egyetemen. A színház mellett, életében fontos szerepet játszik még az elméleti munka, a kultúraszervezés, a közgyűjteményi igazgatás és művészeti kurátori munkásság, a pedagógia és oktatás, az andragógia, a tudományközvetítés, továbbá a szakírás. 2018 óta a szentesi Koszta József Múzeum igazgatója, történész-muzeológusa. 2022-től kulturális szakértőként is tevékenykedik.
Pályáját a folyamatos fejlődés és önfejlesztés jellemzi. Részt vett még a Magyar Művészeti Akadémia és a Károli Gáspár Református Egyetem közösen szervezett egyetemi képzésében: művészet-igazgatási menedzser diplomát szerzett.  Jelenleg a Pázmány Péter Katolikus Egyetem Történettudományi Doktori Iskolájának hallgatójaként, fokozatszerzési eljárását kezdi. A szegedi központú Gál Ferenc Egyetem Teológia Karán működő alkalmazott muzeológus szak megalapítója és szakvezetőjeként oktatói tevékenységet is folytat. Továbbá a Magyar Tudományos Akadémia által lektorált minősítéssel bíró Bonus Nuntium című tudományos folyóirat főszerkesztőjeként koordinálja a dél-alföldi, online periodika működését. Publikációi elérhetőek a Magyar Tudományos Művek Tárában (MTMT). 2024. augusztus 20. alkalmából elméleti és gyakorlati tevékenységéért Magyar Arany Érdemkereszt kitüntetést kapott.

### Tanulmányok és végzettségek, egyéb releváns okmányok
- Doktori fokozat (PhD.) – Pázmány Péter Katolikus Egyetem, Történettudományi Doktori Iskola (Folyamatban)
- Drámainstruktor – Színházrendező – Színház-és Filmművészeti Egyetem (Folyamatban)
- Kulturális szakértő – Emberi Erőforrások Minisztériuma (2022-től)
- Területi múzeumi vezető – Szabadtéri Néprajzi Múzeum Felnőttképzési Intézete (MOKK 2021.)
- Múzeumi menedzser – Szabadtéri Néprajzi Múzeum Felnőttképzési Intézete (MOKK 2021.)
- Művészet-igazgatási menedzser – MMA, Károli Gáspár Református Egyetem (2020.)
- Okleveles keresztény egyház-, és művelődéstörténész – Gál Ferenc Egyetem (2013.)
- MBA menedzser – Szegedi Tudományegyetem (2009.)
- Kulturális menedzser – Szegedi Tudományegyetem (2006.)
- Színész – Fiatal Színházművészetért Alapítványi Színiiskola – Békés Megyei Jókai Színház Színiiskolája. (2002.)

### Fontosabb alkotói tevékenységei
- Műsorvezető, szerkesztő – riporter – Gerhardus Rádió, Szeged-Csanádi Egyházmegye rádiója (2010-2011.)
- Kulturális menedzser – Szeged – Szabadka Gyermekszínházi Fesztivál menedzselése, szervezése – Kövér Béla Bábszínház, Szeged. (2010.)
- Kulturális menedzser, Színész – Meridián ’42 színházi és filmműhely (2003-tól folyamatosan)
- Színművész – Nyíregyházi Móricz Zsigmond Színház (2001-2003.)
- Színművész – Békés Megyei Jókai Színház (1999-2003.)
- Szinkron és kreatív munkák – Danubius Rádió, Juventus Rádió, Rádió 1, Rádió Plusz, Sláger Rádió, Sztár FM, és szinkronstúdiók folyamatosan
- Film: Szentestől a Kossuth-díjig, Őze Lajos élete – Rendező (2023.)
- Film: A blokád – Színész (2022. r.: Tősér Ádám)
- Film: Libertate! A romániai forradalom és a magyar segítség története. – Szerkesztő-riporter (2021. r.: Saufert Ákos)
- Film: A delelő obsitos és a fekete bárány – Színész (2021. r.: Szőke András)
- Film: Temesvár ’89 – Rendező (2020.)
- Film: „… Csak túl akartuk élni…” – Olofsson Placid atya élete – Színész (2017; r.: Téglásy Ferenc)
- Film: Paraziták a Paradicsomban – Színész (2017; r.: Kasvinszki Attila.)
- TV-játék: Magánnyomozók – Színész (2014; TV2 produkció)
- Film: Zsákfalu – Színész (2013; r.: Kasvinszki Attila.)
- Film: Jelöletlen tömegsírok – Színész (2009; r.: Forró Lajos – Sándor János.)
- Film: Alma – Színész (2006; r.: Schwechtje Mihály.)
- Film: Csendkút – Színész (2006; r.: Mihályfy Sándor – Pozsgai Zsolt.)
- Film: Az utolsó férfi – Színész (2006; r.: Schwechtje Mihály.)
- Film: Káosz 2005 – Színész (2005; r.: Kasvinszki Attila.)

Színházi előadások és műhelymunkák folyamatosan: Szegedi Pinceszínház, Hármas Határ Színházi Társulás, Szegedi Szabadtéri Játékok – REÖK Stúdiószínpad, Meridián’42 Színházi és filmműhely, Zalaszentgróti nemzetközi színész-rendezői tábor, Színház – és, Filmművészeti Egyetem.

### Fontosabb kiállítási, kurátori és művészeti menedzsment porfólió
- 2018. 10. 19. Koszta József Múzeum – Péter Pál Polgárház újranyitása
- 2018.11.30. Koszta József Múzeum – OMEGA kiállítás megnyitó
- 2019.01.22. Péter Pál Polgárház – Szódavíz, egy magyar kultuszital (kiállítás megnyitó)
- 2019.01.25. Koszta József Múzeum – Közönségtalálkozó – Közönségtalálkozó az OMEGA együttes frontemberével, Benkő Lászlóval, a múzeum „Gyöngyhajú lány” – OMEGA kiállítás kísérő eseménye.
- 2019.05.22. Koszta József Múzeum – Elismerés, oklevél átvétele a Múzeumok Majálisán
- 2019.06.22. Koszta József Múzeum – Szojuz- 36: Első magyar az űrben’ Kiállítás megnyitó (Múzeumok Éjszakája)
- 2019. 11. 08. Koszta József Múzeum – Konferencia. Koszta József halálának 70. évfordulója alkalmából tudományos ülést szervezett Szentesen, a Koszta József Múzeum Koszta termében.
- 2019.12.14. Koszta József Múzeum – “Temesvár ’89 – A magyar segítség” című kiállítás megnyitó
- 2020.03.15. Koszta József Múzeum – Előadás Tudományos, ismeretterjesztő előadás, izgalmas relikviákkal a Koszta József Múzeumban az 1848/49-es szabadságharc fontos fővárosi és szentesi vonatkozásiról. Az előadást Balog Lajos, a szentesi levéltár kutatója, és Kömöri Bence, történész tartották a Koszta-teremben.
- 2020.04.27. Csallány Gábor Kiállítóhely – Sajtótájékoztató Üzenet Szentesről, Őze Lajosnak!” címmel április 27-én a Koszta József Múzeum szervezésében a Csallány Gábor Kiállítóhelyen kialakulóban lévő, a Kossuth-díjas színművészről elnevezett Emlékháznál rendezett sajtóeseményt.
- 2021.10.07.Koszta József Múzeum Rodolfo kiállítás megnyitó Több nemzedék emlékszik a legendás figyelmeztetésre: „Vigyázat, csalok!”. Gács Rezső (1911-1987), avagy sokkal ismertebb művésznevén Rodolfo legendássá vált mondatával a figyelemfelkeltésen túl arra a képtelenségre hívta fel a figyelmet, hogy minden csak illúzió. Szentesen, a Koszta József Múzeumban október 7-én nyitotta meg a Szórakaténusz Játékmúzeum és Műhely vándorkiállítását, amely felidézte a világhírű bűvész személyét és művészetét.
- 2022.01.28. Koszta József Múzeum – „Új remény” kiállítás megnyitó. A Koszta József Múzeum egy rövidebb időszakot felölelő sporttörténeti kiállítással állt az elmúlt év decemberben leégett városi sportcsarnok újjáépítése, illetve a megsemmisült eszközök pótlásának ügye mellé. „Új remény” címmel január 28-án nyílt meg a sportcsarnok történetét bemutató időszaki kiállítás.
- 2022. 03.15. Városismereti túraverseny. A múzeum a Szentesi Spartacus-szal összefogásban egy több állomásos, egész délelőttös túraversenyt szervezett, melynek egyik állomása a múzeum főépülete volt.
- 2022.03.19. Koszta József Múzeum – Őze bérlet – „Őze Lajos, a szentesi színjátékos”. A Koszta József Múzeum és a Szentesi Vendégszeretet Egyesület közös szervezésében, az Őze Lajos bérlet keretében március 19-én, a múzeum Koszta termében Irsai Farkas László, a Koszta József Múzeum igazgatója tartott előadást: Őze Lajos, a szentesi színjátékos címmel.
- 2022.03.24. Koszta József Múzeum – „Színészkatonák, fogolyprimadonnák” kiállításmegnyitó. A Koszta József Múzeumban a "Színészkatonák, fogolyprimadonnák – Front- és hadifogolyszínházak az első világháborúban" címmel március 24-én nyílt meg az Országos Színháztörténeti Múzeum és Intézet vándorkiállítása.
- 2022.04.13. Koszta József Múzeum – Múzeumi kék túra. A Koszta József Múzeum az autizmus világnapjához kapcsolódóan április 13-án szemléletformáló programot szervezett a Csongrád Megyei Pedagógiai Szakszolgálat Szentesi Tagintézményével közösen.  A rendezvénnyel minden érdeklődő felnőtt számára meg akarták mutatni a speciális igényű emberek látásmódját az autizmus szakos gyógypedagógusok segítségével.
- 2022.04.14. Panó kávézó – Előadás. A Koszta József Múzeum ‘Új remény’ című sporttörténeti kiállításához kapcsolódóan április 4-én visszatekintő beszélgetést szerveztek Cseuz Lászlóval, a nemrégiben leégett dr. Papp László Városi Sportcsarnok első igazgatójával.
- 2022.05.27. Csallány Gábor Kiállítóhely – Régészek Napja. A régészek napja alkalmából egész napos programsorozattal várta a múzeum a látogatókat. Délelőtt a diák csoportok részt vehettek a „Mesterségem címere: régész” című múzeumpedagógiai foglalkozáson. A program részeként a múzeum egerei „megosztották tapasztalataikat” arról, hogyan is dolgoznak az intézmény régészei egy-egy ásatáson. Emellett egész nap lehetőség volt megpróbálni kijutni a régészprofesszor szobájából a vállalkozó kedvű látogatóknak. A délután folyamán „Ősök hagyatéka” címmel interaktív előadást tartottak a régészek a Csallány Gábor Emlékszobában, majd a nap zárásaként „Talpunk alatt a múlt” című előadáson vehettek részt az érdeklődők a Koszta-teremben.
- 2022.06.11. Péter Pál Polgárház – „Játsszunk együtt!” Szentesi Körséta Borsodi Ágnes tanítónő saját fejlesztésű városismereti játékának interaktív bemutatójára a Polgárház udvarán került sor.
- 2022.06.25. Múzeumok Éjszakája – Égbőlpottyant múzeum – kiállítás megnyitó. A Koszta József Múzeum csatlakozott a XX. Múzeumok éjszakája országos rendezvényhez, és öt helyszínen, valódi program-kavalkáddal várta a múzeum barátokat. A Múzeumok Éjszakája keretében a múzeum több helyszínen is izgalmas programokkal várta a látogatókat. A Megyeháza bejárata előtt, az új időszaki kiállítás megnyitóját követően, Levente Péter és Döbrentei Ildikó tartott „kacagó koncertet” az egybegyűltek számára. Eközben az épület belsejében lehetőség nyílt portrét rajzoltatni, valamint különleges, Koszta József életművét bemutató tárlatvezetéseken részt venni. Emellett a Fridrich Fényírda és a Péter Pál Polgárház is megtekinthető volt. Utóbbi helyszínen hagyományos kuglófot kóstolhattak a látogatók, majd a különleges desszertet kipihenve még izgalmas meséket is hallgathattak. Aki ennyi programmal sem elégedett meg, annak lehetősége nyílt ellátogatni a Rákóczi Ferenc Laktanyába, ahova igény esetén külön busz is kiszállította az érdeklődőket.
- 2023. 01. 22. „Neked, mit jelent a haza?” – Petőfi 200 emlékév megnyitója a Koszta József Múzeumban.
- 2023. 02. 03. Lőrinczy Gábor régész könyvbemutatója a Koszta József Múzeumban
- 2023. 02. 11. Télbúcsúztató farsangi néprajzi előadás a Koszta József Múzeumban
- 2023. 03. 10. Beporzók Napja a szentesi Péter Pál Polgárházban.
- 2023. 03. 15. A Szentesi Járásbíróság története című dokumentumfilm bemutatója a Koszta József Múzeumban
- 2023. 05. 22. A Péter Pál Polgárház felújítása
- 2023. 05. 23. Együttműködés az MMA Szegedi Munkacsoportjával, sajtótájékoztató
- 2023. 06. 09. Kék-kiállítás megnyitás a Koszta József Múzeumban – a közgyűjtemény állandó kiállításainak átalakítása és újra rendezése az autizmussal élők részére.
- 2023. 06. 27. Múzeumok éjszakája – Bíró Jenő emlékkiállítás megnyitása
- 023. 06. 27. Őze Lajos, a színjátékos című dokumentumfilm premiere a Koszta József Múzeumban
- 2023. 06. 27. Őze Lajos Emlékszoba, a Koszta József Múzeum állandó színháztörténeti kiállításának megnyitása.
- 2024. 02. 09. A szegvári tűzöves leletek című régészeti kiállítás című megnyitója a Koszta József Múzeumban.
- 2024. 05. 17. – 2024. 08. 18. KURCA Fesztivál, Szentes – A déli régió első összművészeti fesztiválja

### Tudományos konferenciák szervezése
- 2019. 03. 18. Koszta József Múzeum – A női lét sokszínűsége – Nők a tudományban. Előadók: Dr. Papp Zoltán PhD. érsebész főorvos (MTA Szegedi Orvostörténeti Bizottsága), Dr. Szabó András szülész-nőgyógyász (MTA Szegedi Orvostörténeti Bizottsága), Prof. Dr. Botos Katalin (SZTE GTK), Dr. Nátyi Róbert PhD. (SZTE)
- 2019. 05. 19. Koszta József Múzeum – Csallány Gábor Emlékkonferencia. Előadók: Dr. Szalontai Csaba (Magyar Nemzeti Múzeum), Csányi Viktor (Tornyai János Múzeum), Dr. Mód Lás PhD. (SZTE), Dr. Bárkányi Ildikó (Móra Ferenc Múzeum), Vincze Gábor és Szabó Dénes Kristóf (Ópusztaszeri Nemzeti Történeti Emlékpark)
- 2019. 11. 08. Koszta József Múzeum – Koszta 70 konferencia. Koszta József halálának 70. évfordulója alkalmából tudományos ülést rendeztek Szentesen, a Koszta József Múzeum Koszta-termében. Előadók: Ibos Éva (művészettröténész-kritikus Móra Ferenc Múzeum), Dr. Nagy Imre PhD. (Tornyai János Múzeum), Dr. Nátyi Róbert PhD. (SZTE)
- 2022. 05. 23. Koszta József Múzeum – Koszta 125 – Tudományos ülés. A szentesi Koszta József Múzeum fennállásának 125. évfordulója alkalmából szervezett tudományos konferencia. Előadók: Dr. Mód Lás PhD. (SZTE), Dr. Nátyi Róbert PhD. (SZTE), Dr. Szende László PhD. (Magyar Nemzeti Múzeum – KIM), Dr. Neparáczky Endre PhD. (Magyarságkutató Intézet), Dr. Türk Attila PhD. (PPKE)
- 2022. 12. 10. Koszta József Múzeum – Kiss Bálint 250 konferencia (2022. december 10.) Egyháztörténeti konferencia a Koszta József Múzeumban, Kiss Bálint református teológus, szentesi lelkipásztor születésének 250. évfordulója alkalmából.
- 2023. 09. 15. Koszta József Múzeum – Konferencia az angyali üdvözlethez. Előadók: Dr. Gruber László teológus, Dr. Horváth Gábor egyháztörténész, Dr. Nátyi Róbert művészettörténész, prof. Dr. Pál József és Dr. Róth Márton irodalomtörténészek, valamint Dr. Thékes István oktatáskutató.
- 2024. 03. 13. Bonus Nuntium – A Koszta József Múzeum kutatóinak műhelykonferenciája. Előadók: Szoboszlai Barbara néprajzkutató, Irsai Farkas László történész-doktorandusz, Hergott Kristóf régész-doktorandusz, Szabó Dániel történész
- 2024. 03. 28. DKP – Koszta József Múzeum – Dél-alföldi Kutatók Pódiuma. Előadók: Dr. Hegedűs Anita történész, Szabó Erdélyi Gabriella restaurátor, Szoboszlai Barbara néprajzkutató, Irsai Farkas László történész-doktorandusz, Hergott Kristóf régész-doktorandusz, Szabó Dániel történész
- 2024. 05. 24. Koszta József Múzeum – International interdisciplinary scientific conference of the József Koszta Museum and Cultural Center. Előadók, idegennyelvű előadásaikkal: Pesti Sarolta múzeumpedagógus, Szabó-Erdélyi Gabriella restaurátor, Irsai Farkas László történész-doktorandusz, Ráfi Dénes irodalomtörténész-filozófus, Tóth Marcell történész-doktorandusz, Vörös Attila történész-doktorandusz

## Díjai
- Magyar Arany Érdemkereszt (2024)[12]